# 薩爾恰鄉 (特列奧爾曼縣)
43°57′N 24°55′E / 43.950°N 24.917°E
薩爾恰鄉（羅馬尼亞語：Comuna Salcia, Teleorman），是羅馬尼亞的鄉份，位於該國南部，由特列奧爾曼縣負責管轄，處於布加勒斯特以南110公里，每年平均降雨量895毫米，海拔高度75米，2007年人口3,090。